# 二の丸殿 (戸田松平家)
二の丸殿（二之丸殿、にのまるどの、寛永6年（1629年） - 天和3年9月17日（1683年11月5日））は、上野七日市藩第2代藩主・前田利意の正室。父は戸田松平家の信濃松本藩主・松平康長の嗣子である松平忠光。母は蜂須賀家政の四女・実相院。兄弟には松平光重がいる。実名は房。

## 生涯
松本藩主・松平康長の嗣子であった松平忠光と正室・実相院（辰姫）の間の娘として、寛永6年（1629年）に生まれる。忠光は同年3月16日、房が生まれる前に死去し、実相院も同年7月21日に死去した。康長の死後は忠光の弟の松平庸直が家督を相続したが、播磨国明石藩へ移封して間もなく、寛永11年（1634年）に早世した。房の異母兄の松平光重が家督相続を認められ、寛永16年（1639年）に美濃国加納藩へ移封した。
房は七日市藩第2代藩主・前田利意の正室となるが、後に離縁となる。離縁後は実家へ戻って兄・光重の居城・加納城の二の丸に住し、そのため「二の丸殿」と呼ばれた。
加納藩時代に、戸田松平家の前知行地である明石から住台寺住職の祐加上人を招き、城の北に高家寺を開山した。
光重の子・松平光永の時代の天和3年9月17日（1683年11月5日）、55歳で死去した。戸田松平家の菩提寺である智勝院に葬られた。法名は松雲院殿心台慧性大姉。